# Dracy
Dracy település Franciaországban, Yonne megyében. Lakosainak száma 237 fő (2022. január 1.). Dracy Villiers-Saint-Benoît, Fontaines, Mézilles, Tannerre-en-Puisaye és Toucy községekkel határos.

## Népesség
A település népességének változása:
| Lakosok száma | 225  | 220  | 223  | 216  | 225  | 233  | 242  | 239  | 237  |
|               | 2013 | 2015 | 2016 | 2017 | 2018 | 2019 | 2020 | 2021 | 2022 |